# Nanchang
Nanchang (en chino, 南昌; pinyin, Nánchāng) es una ciudad-prefectura capital de la provincia de Jiangxi, al sudeste de la República Popular China. El habla local es el dialecto más representativa del chino gan (贛語).

## Administración
La ciudad prefectura de Nanchang se divide en 6 distritos y 4 condados:
- Distrito Donghu (东湖区)
- Distrito Xihu (西湖区)
- Distrito Qingyunpu (青云谱区)
- Distrito Wanli (湾里区)
- Distrito Qingshanhu (青山湖区)
- Nuevo Distrito Honggutan (红谷滩新区)
- Condado Nanchang (南昌县)
- Condado Xinjian (新建县)
- Condado Anyi (安义县)
- Condado Jinxian (进贤县)

## Historia
En 201 a. C., durante la dinastía Han, la ciudad recibió el nombre chino de Nanchang y se convirtió en la sede administrativa de Yuzhang Commendary. 
En los inicios de la dinastía Han se construyó la ciudad de Gan, origen de la ciudad actual. La ciudad fue renombrada como Nanchang durante la dinastía Sui. Durante la dinastía Tang recibió el nombre de Hongdu y el de Longxing durante la época de los Yuan. No volvió a recuperar su nombre actual hasta los inicios de la dinastía Qing.
El 1 de agosto de 1927 los soldados del Partido Comunista se sublevaron para lanzarse a una Insurrección en la ciudad contra las tropas nacionalistas del Kuomintang. Dando inicio a la guerra civil China.

## Geografía
Situada a 60 km al sur del río Yangtsé, a orilla del río Gan y a 40 km del lago Poyang. Su área es de 7372 km² y su población es de 5 042 565 habs.

## Símbolos
Uno de los símbolos de Nanchang es el Pabellón Tengwang, construido en el año 653 y se encuentra en la "plaza del pueblo", la segunda plaza en tamaño de toda China.
- La rosa de la ciudad es la Rosa chinensis.
- El árbol es el Alcanforero.

## Clima
La ciudad tiene las cuatro estaciones bien diferenciadas, los inviernos son cortos y fríos con probabilidades de nieve, el verano es largo y húmedo incluso esta zona tiene de las más altas temperaturas del país. La precipitación es común de marzo a junio. La temperatura media mensual es de 5C en enero el más frío y junio el más caliente con 29C, la media anual es de 17C.
| Parámetros climáticos promedio de Nanchang (1971-2000) | Parámetros climáticos promedio de Nanchang (1971-2000) | Parámetros climáticos promedio de Nanchang (1971-2000) | Parámetros climáticos promedio de Nanchang (1971-2000) | Parámetros climáticos promedio de Nanchang (1971-2000) | Parámetros climáticos promedio de Nanchang (1971-2000) | Parámetros climáticos promedio de Nanchang (1971-2000) | Parámetros climáticos promedio de Nanchang (1971-2000) | Parámetros climáticos promedio de Nanchang (1971-2000) | Parámetros climáticos promedio de Nanchang (1971-2000) | Parámetros climáticos promedio de Nanchang (1971-2000) | Parámetros climáticos promedio de Nanchang (1971-2000) | Parámetros climáticos promedio de Nanchang (1971-2000) | Parámetros climáticos promedio de Nanchang (1971-2000) |
| Mes                                                    | Ene.                                                   | Feb.                                                   | Mar.                                                   | Abr.                                                   | May.                                                   | Jun.                                                   | Jul.                                                   | Ago.                                                   | Sep.                                                   | Oct.                                                   | Nov.                                                   | Dic.                                                   | Anual                                                  |
| ------------------------------------------------------ | ------------------------------------------------------ | ------------------------------------------------------ | ------------------------------------------------------ | ------------------------------------------------------ | ------------------------------------------------------ | ------------------------------------------------------ | ------------------------------------------------------ | ------------------------------------------------------ | ------------------------------------------------------ | ------------------------------------------------------ | ------------------------------------------------------ | ------------------------------------------------------ | ------------------------------------------------------ |
| Temp. máx. media (°C)                                  | 8.7                                                    | 10.4                                                   | 14.6                                                   | 21.2                                                   | 26.3                                                   | 29.4                                                   | 33.4                                                   | 33.0                                                   | 28.7                                                   | 23.7                                                   | 17.6                                                   | 12.1                                                   | 21.6                                                   |
| Temp. mín. media (°C)                                  | 2.7                                                    | 4.4                                                    | 8.2                                                    | 14.3                                                   | 19.2                                                   | 22.8                                                   | 25.8                                                   | 25.6                                                   | 21.6                                                   | 16.3                                                   | 10.1                                                   | 4.6                                                    | 14.6                                                   |
| Precipitación total (mm)                               | 74.0                                                   | 100.7                                                  | 175.6                                                  | 223.8                                                  | 243.8                                                  | 306.7                                                  | 144.0                                                  | 128.9                                                  | 68.7                                                   | 59.7                                                   | 56.8                                                   | 41.5                                                   | 1624.4                                                 |
| Días de precipitaciones (≥ 0.1 mm)                     | 13.0                                                   | 13.2                                                   | 18.0                                                   | 17.7                                                   | 16.6                                                   | 15.5                                                   | 10.8                                                   | 10.3                                                   | 7.7                                                    | 8.8                                                    | 7.9                                                    | 7.8                                                    | 147.3                                                  |
| Horas de sol                                           | 91.9                                                   | 83.7                                                   | 85.2                                                   | 114.4                                                  | 151.1                                                  | 160.2                                                  | 248.7                                                  | 243.2                                                  | 185.8                                                  | 167.0                                                  | 147.5                                                  | 141.7                                                  | 1820.4                                                 |
| Humedad relativa (%)                                   | 77                                                     | 78                                                     | 81                                                     | 81                                                     | 80                                                     | 83                                                     | 77                                                     | 77                                                     | 77                                                     | 73                                                     | 72                                                     | 70                                                     | 77.2                                                   |
| Fuente: 中国气象局 国家气象信息中心                    |                                                        |                                                        |                                                        |                                                        |                                                        |                                                        |                                                        |                                                        |                                                        |                                                        |                                                        |                                                        |                                                        |

## Economía
Nanchang es un eje agrícola en la provincia de Jiangxi. La producción de grano en el año 2000 fue de 16 146 millones de toneladas, los productos como el arroz o las naranjas entre otros juegan un papel importante en la economía local.
En la ciudad hay fábricas manufactureras y de motor, como la ensambladora de Ford y la Jiangling Motors (江铃汽车公司). Otras son de textil, química, ingeniería, farmacéutica o electrónica, entre otras.
El PIB en Nanchang de 2008 fue de 166 000 millones de Yuanes (24 000 millones USD), per cápita 36 105 Yuan (5 285 USD). El total de las importaciones y exportaciones fue de 3400 millones USD.

## Transporte
La ciudad se conecta entre sí y con sus vecinas por todos los medios de transporte. El aeropuerto es el Aeropuerto internacional Nanchang Changbei, construido en octubre de 1996. Por trenes como Beijing–Kowloon (京九铁路) inaugurado en 1996, el Shanghái–Kunming (沪昆铁路) de 2006 y la estación Nanchang de 1935.

## Puntos de interés
- Pabellón Tengwang: fue construido en el año 653 por el hermano del emperador Taizong de la dinastía Tang. Tiene una altura total de 27,5 metros y ocupa un área de 13 000 m². El pabellón ha sufrido un total de 29 reconstrucciones, la última en 1989.
- Torre Shengjin: construida durante la dinastía Tang. En la torre se encontró una caja que contenía más de 300 reliquias budistas. De forma octogonal, sus siete pisos tienen una altura total de 58,7 metros.
- Pabellón Shuiguanyin: está situado en el centro de un lago. Durante la dinastía Ming se utilizó como vestidor de la esposa del duque de Ning, Zhu Shenhao. Se restauró durante la dinastía Qing. La restauración se sufragó con fondos públicos.

## Ciudades hermanadas
- Albacete, España
- Quilmes, Argentina
- Copiapó, Chile
- Toluca, México